# Maroldsweisach
Maroldsweisach település Németországban, azon belül Bajorországban. Lakosainak száma 3192 fő (2023. december 31.).

## Népesség
A település népessége az elmúlt években az alábbi módon változott:
| Lakosok száma | 569  | 1185 | 1684 | 4567 | 3434 | 3396 | 3342 | 3310 | 3172 | 3192 |
|               | 1875 | 1950 | 1975 | 1987 | 2012 | 2014 | 2016 | 2017 | 2021 | 2023 |

## Közigazgatás

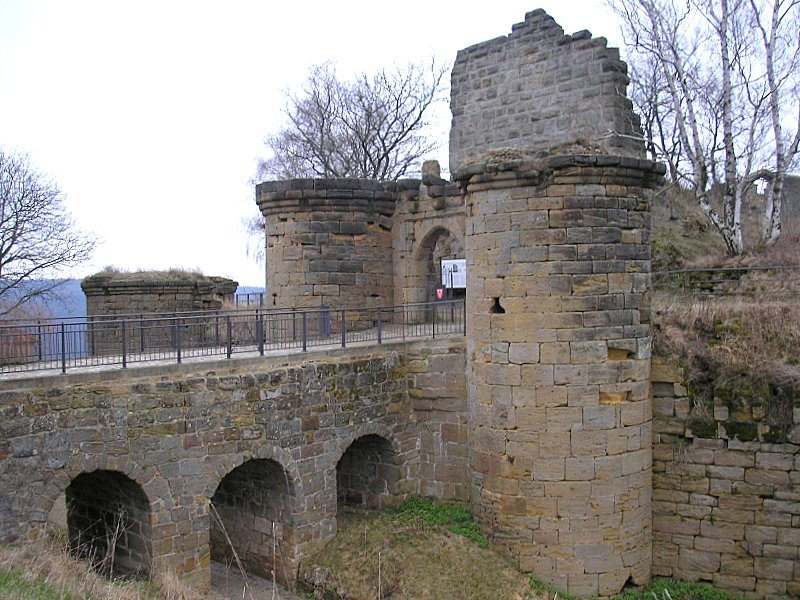
Az altensteini vár

A település részéi:
| - Allertshausen - Altenstein - Birkenfeld - Dippach - Ditterswind - Dürrenried | - Eckartshausen - Geroldswind - Greßelgrund - Gückelhirn - Hafenpreppach - Marbach | - Maroldsweisach - Pfaffendorf - Todtenweisach - Voccawind - Wasmuthhausen |